# Marito
Marito, właśc. Mario Andre Rodrigues Joao (ur. 30 września 1977 w Luandzie) – angolski piłkarz występujący na pozycji bramkarza.

## Kariera klubowa
Marito karierę rozpoczynał w zespole Petro Atlético. Grał tam w latach 1997–1999 i tym czasie zdobył z nim mistrzostwo Angoli (1997) oraz dwa Puchary Angoli (1997, 1998). W 1999 roku przeszedł do portugalskiego drugoligowca, SC Espinho. W sezonie 1999/2000 rozegrał tam 1 spotkanie.
W 2000 roku Marito wrócił do Angoli, gdzie został graczem klubu AS Aviação. Jego barwy reprezentował w sezonach 2000 oraz 2001. W 2002 roku ponownie został graczem klubu Petro Atlético. W tym samym roku wywalczył z nim Puchar Angoli oraz Superpuchar Angoli. W Petro grał do 2006 roku. W 2010 roku trafił do drużyny Benfica Lubango, gdzie w 2011 roku zakończył karierę.

## Kariera reprezentacyjna
W reprezentacji Angoli Marito zadebiutował w 1996 roku. W 1998 roku został powołany do kadry na Puchar Narodów Afryki. Zagrał na nim w meczach z Południową Afryką (0:0), Namibią (3:3) oraz Wybrzeżem Kości Słoniowej (2:5). Tamten turniej Angola zakończyła na fazie grupowej.
W drużynie narodowej Marito grał w latach 1996–2003.